# Igor Maximowitsch Mussatow
Igor Maximowitsch Mussatow (russisch Игорь Максимович Мусатов; * 23. September 1987 in Moskau, Russische SFSR) ist ein ehemaliger russischer Eishockeyspieler, der zuletzt beim HC Slovan Bratislava in der Kontinentalen Hockey-Liga unter Vertrag stand.

## Karriere

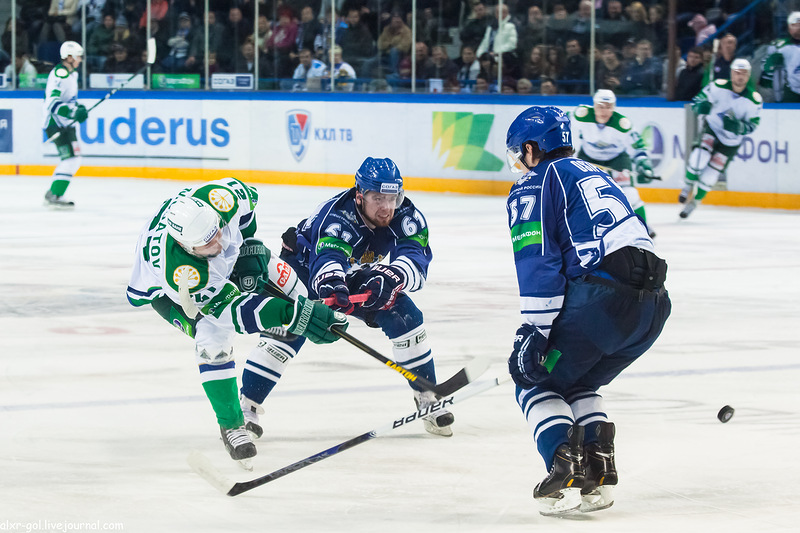
Mussatow (links) im Trikot von Salawat Julajew Ufa

Igor Mussatow begann seine Karriere als Eishockeyspieler in seiner Heimatstadt in der Nachwuchsabteilung des HK Spartak Moskau, für dessen Profimannschaft er von 2004 bis 2006 in der Superliga aktiv war. Beim CHL Import Draft 2006 wurde er von den Brandon Wheat Kings in der zweiten Runde an insgesamt 82. Stelle ausgewählt, blieb aber in Russland. Anschließend spielte der Flügelspieler ebenfalls zwei Jahre lang für Spartaks Ligarivalen Ak Bars Kasan, ehe er während der Saison 2008/09 für Neftjanik Leninogorsk aus der Wysschaja Liga, der zweiten russischen Spielklasse, sowie Neftechimik Nischnekamsk aus der neu gegründeten Kontinentalen Hockey-Liga auf dem Eis stand. 
Im Sommer 2009 kehrte Mussatow zu seinem Heimatverein Spartak Moskau zurück, für den er in den folgenden eineinhalb Spielzeiten auflief, ehe er im Dezember 2010 einen Vertrag bei dessen Konkurrenten Atlant Mytischtschi erhielt. Dort spielte Mussatov bis zum Saisonende 2011/12 und war danach vereinslos. Erst Ende September 2012 wurde er von Salawat Julajew Ufa unter Vertrag genommen.
Im November 2013 wurde er im Rahmen eines Ringtausches, an welchem auch Nikita Schtschitow und Maxim Trunjow beteiligt waren, an Lokomotive Jaroslawl abgegeben. Bis zum 22. Dezember 2014 absolvierte Mussatow 56 KHL-Partien für Jaroslawl, ehe er aus seinem Vertrag entlassen wurde. Einen Tag später wurde er vom HK Awangard Omsk verpflichtet.
Zwischen November 2016 und dem Ende der Saison 2016/17 spielte er für den HC Slovan Bratislava in der KHL.

### International

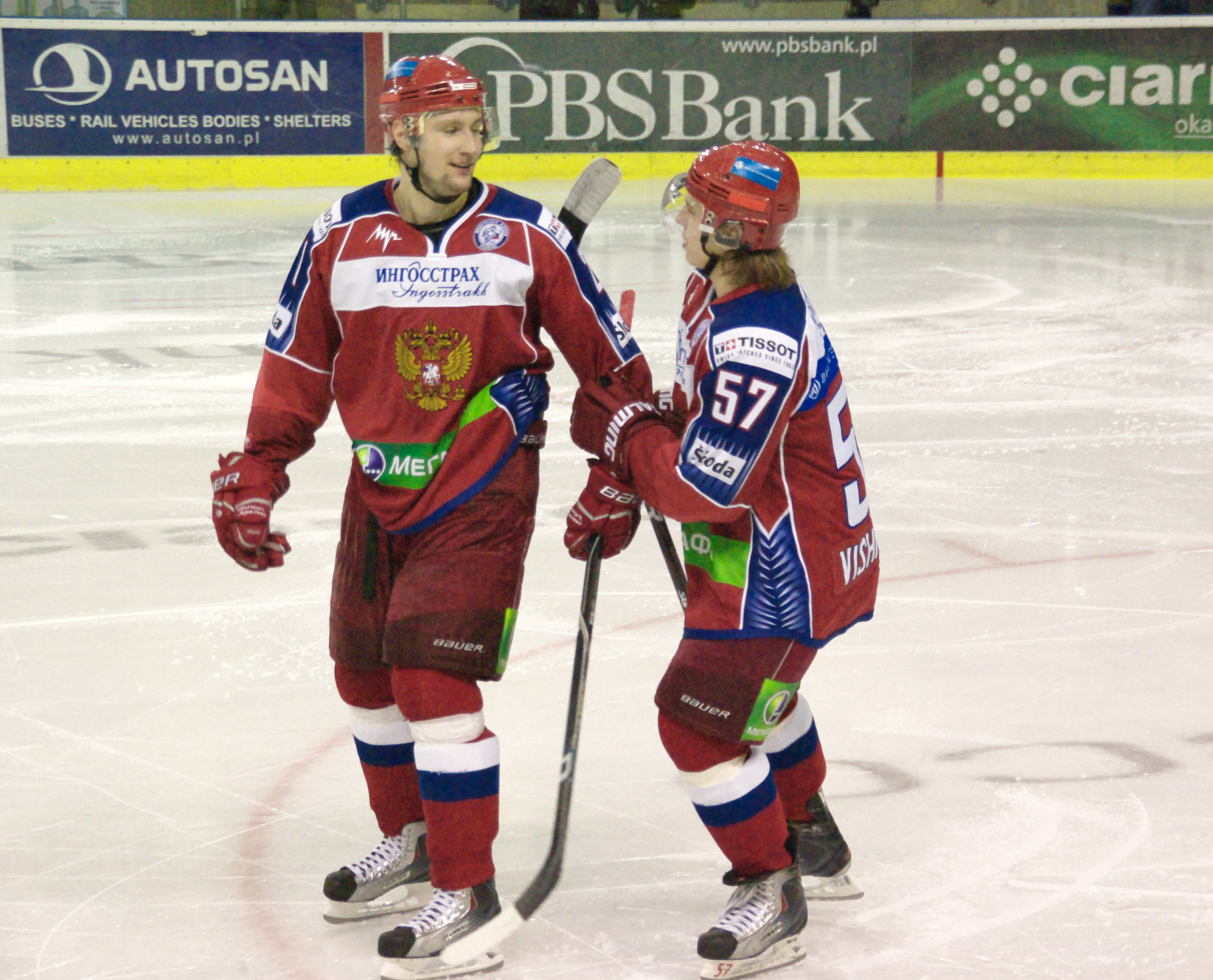
Mussatow (links) mit Dmitri Wischnewski

Für Russland nahm Mussatow an der U20-Junioren-Weltmeisterschaft 2007 teil, bei der er mit seiner Mannschaft Vizeweltmeister wurde. Zu diesem Erfolg trug er mit einem Tor in sechs Spielen bei.

## Erfolge und Auszeichnungen
- 2007 Silbermedaille bei der U20-Junioren-Weltmeisterschaft

## Karrierestatistik
(Legende zur Spielerstatistik: Sp oder GP = absolvierte Spiele; T oder G = erzielte Tore; V oder A = erzielte Assists; Pkt oder Pts = erzielte Scorerpunkte; SM oder PIM = erhaltene Strafminuten; +/− = Plus/Minus-Bilanz; PP = erzielte Überzahltore; SH = erzielte Unterzahltore; GW = erzielte Siegtore; 1 Play-downs/Relegation; Kursiv: Statistik nicht vollständig)